# غمار ملحي
الغمار الملحي (الاسم العلمي:Gammarus salinus) هو نوع من القشريات يتبع جنس الغمار من الفصيلة الغمارية.